# Stazione di Konbu
La stazione di Konbu (昆布駅?, Konbu-eki) è una fermata ferroviaria situata nella cittadina di Rankoshi, in Hokkaidō, Giappone, lungo la linea principale Hakodate della JR Hokkaido.
Il nome della stazione deriva dalla lingua ainu "Tokonpo Nupuri" (piccola montagna con una gobba).

## Strutture e impianti
La stazione è dotata di un marciapiede laterale con un solo binario utilizzato da entrambe le direzioni.

## Movimento
Presso questa stazione fermano solamente i treni locali, con una frequenza media di un treno all'ora.

## Interscambi
- Fermata autobus (fermata di Konbu-ekimae)